# Balgowan (Highland)

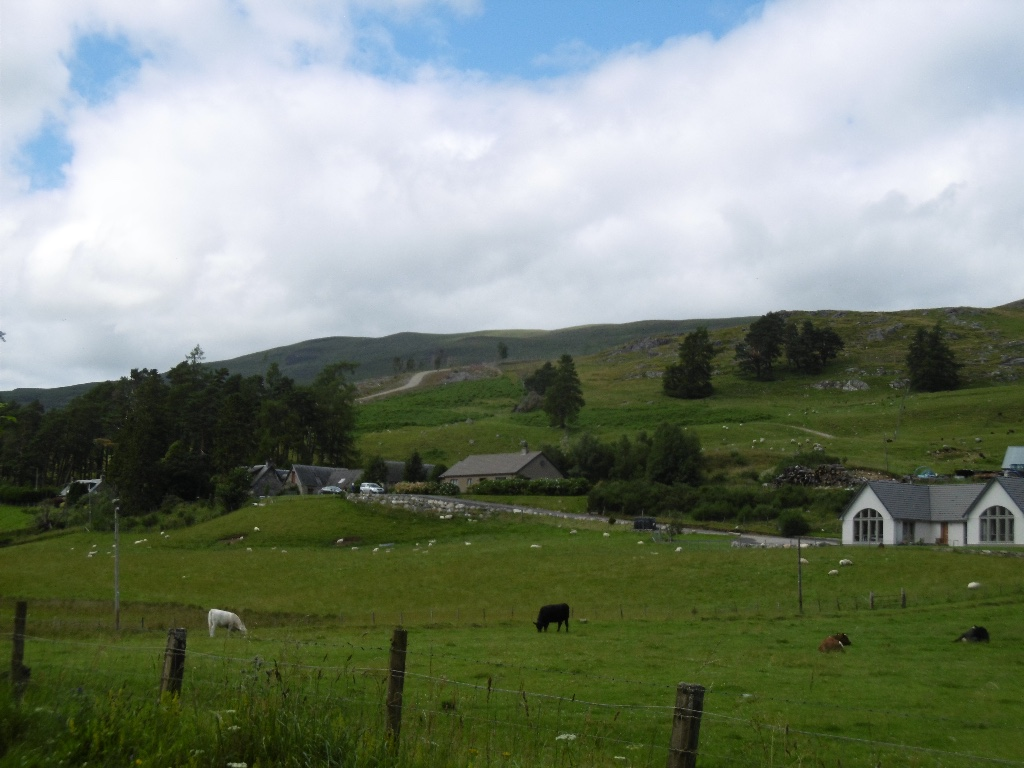
Blick auf den Ort

Balgowan ist eine kleine Ortschaft, die im Norden von Schottland zwischen Inverness im Norden und Perth im Südosten in der Region Highland liegt. Im Rahmen der historischen Gliederung Schottlands in Civil Parishes zählt es zu Laggan, das zu Perthshire gehörte.
Der Ort liegt in einem ländlich geprägten Raum, etwas nördlich des linken Ufers des Flusses Spey. Er hat keine größere Bedeutung, nächstgrößere Ortschaften sind das im Westen gelegene Laggan sowie Newtonmore im Osten.